# Ceutorhynchus roberti
Ceutorhynchus roberti är en skalbaggsart som beskrevs av Leonard Gyllenhaal 1837. Ceutorhynchus roberti ingår i släktet Ceutorhynchus, och familjen vivlar. Enligt den finländska rödlistan är arten sårbar i Finland. Arten är reproducerande i Sverige. Artens livsmiljö är lundskogar.